# ناحیه گرینوود، شهرستان کریستین، ایلینوی
ناحیه گرینوود، شهرستان کریستین، ایلینوی (به انگلیسی: Greenwood Township) یک منطقهٔ مسکونی در ایالات متحده آمریکا است که در شهرستان کریستین، ایلینوی واقع شده‌است. ناحیه گرینوود ۲۰۸ نفر جمعیت دارد و ۱۹۲ متر بالاتر از سطح دریا واقع شده‌است.